# وصال الشيرازي
وصال الشيرازي (ت. 1262 هـ) هو أديب وشاعر وخطاط، من أهل شيراز.
هو محمد شفيع بن محمد إسماعيل بن محمد شفيع بن إسماعيل الشيرازي، المعروف بميرزا كوچك، والمشتهر بمهجور ثم بوصال. ولد في شيراز وتوفي بها سنة 1262 هـ، وقيل سنة 1268 هـ.

## آثاره
من آثاره:
| - بزم وصال. - حكمت وكلام. - ديوان، فارسي - عربي، 10.000 بيت تقريبًا. - گفتار حكيم فارابي. - تفسير أحاديث قدسي. | - صبح وصال. - أدبيات وقوانين عروض. - سفينة. - مراثى. |

كما ترجم إلى الفارسية كتاب «أطواق الذهب» للزمخشري.

## راجع أيضا
- وقار الشيرازي شاعر وأديب، وهو أكبر أولاد وصال الشيرازي.